# خط فرانسه
خط فرانسه (انگلیسی: The French Line) فیلمی در ژانر موزیکال به کارگردانی لوید بیکن است که در سال ۱۹۵۴ منتشر شد.

## بازیگران
- جین راسل
- گیلبرت رولان
- آرتور هانیکات
- ماری مک‌کارتی
- کریگ استیونز
- کیم نواک
- کیسی راجرز
- استیون گری
- ترزا هریس
- نیک استوارت